# Okuninek (jezioro na Pojezierzu Wałeckim)
Okuninek – jezioro w woj. zachodniopomorskim, w powiecie wałeckim, w gminie Mirosławiec, leżące na terenie Pojezierza Wałeckiego.

## Dane morfometryczne
Powierzchnia zwierciadła wody według różnych źródeł wynosi od 30,73 ha (lustra wody) przez 31,8 ha do 32,5 ha lub 32,73 ha (ogólna).
Zwierciadło wody położone jest na wysokości 124,5 m n.p.m. lub 125,3 m n.p.m. Średnia głębokość jeziora wynosi 2,7 m, natomiast głębokość maksymalna 5,5 m.

## Hydronimia
Dane z państwowego rejestru nazw geograficznych podają Okuninek jako urzędową nazwę tego jeziora. Według spisu opracowanego przez Komisję Nazw Miejscowości i Obiektów Fizjograficznych (KNMiOF) nazwa tego jeziora to także Okuninek. W różnych publikacjach i na mapach topograficznych jezioro to występuje pod nazwą Wuknik.
Dane z państwowego rejestru nazw geograficznych podają oboczne nazwy tego jeziora: Wuknik, Okunino.